# Darby Stanchfield

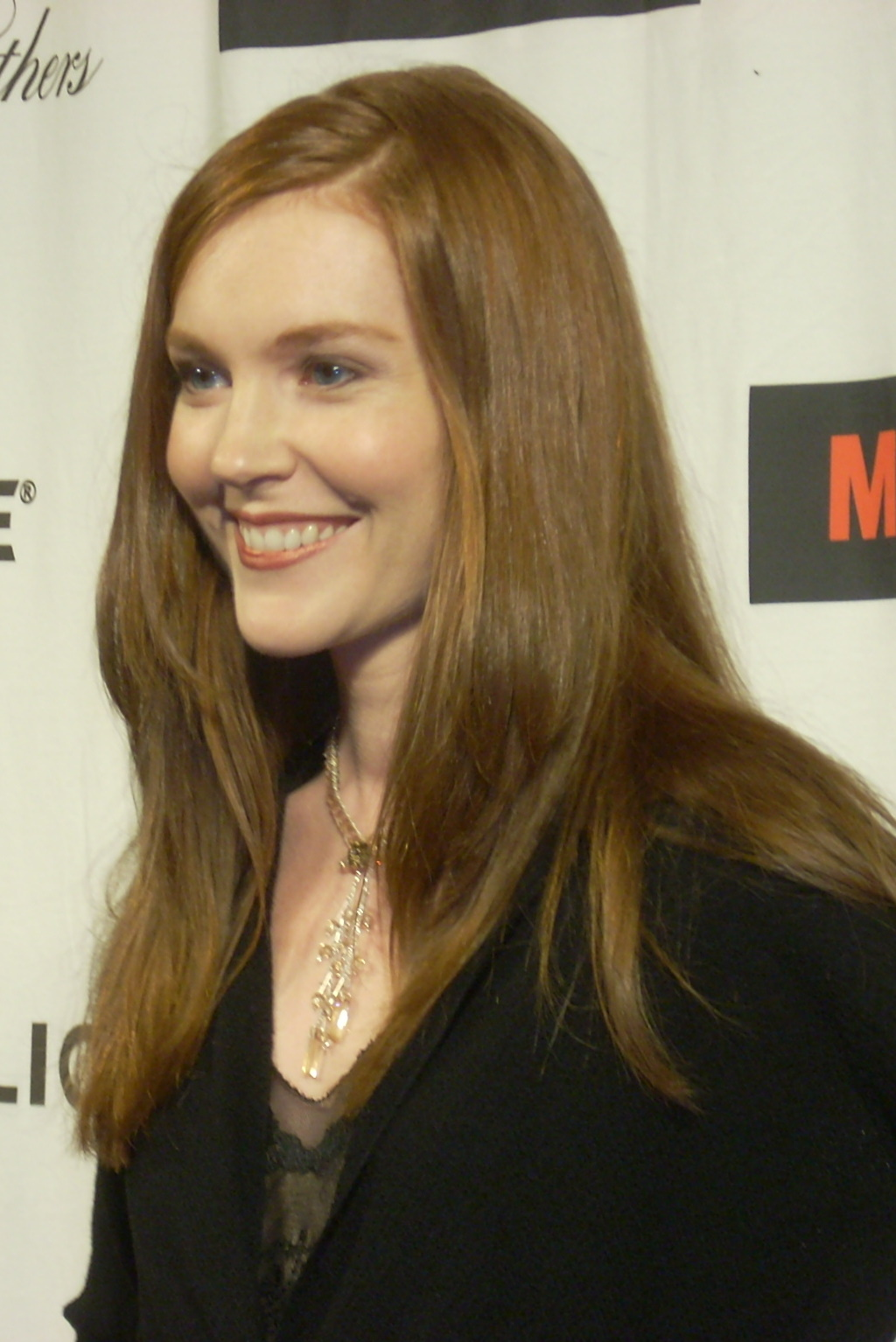
Darby Stanchfield im Oktober 2008

Darby Stanchfield (* 29. April 1971 in Kodiak, Alaska) ist eine US-amerikanische Schauspielerin.
Stanchfield spielte ab dem Jahr 2000 verschiedene Gastrollen in Serien wie Angel – Jäger der Finsternis und 24; im Jahr 2007 wurde sie einem größeren Publikum durch wiederkehrende Rollen in der Daily Soap General Hospital und der Endzeitserie Jericho – Der Anschlag bekannt.
2012 bis 2018 spielte sie die Hauptrolle der Abby Whelan in der Serie Scandal.

## Filmografie (Auswahl)
- 2000: Diagnose: Mord (Diagnosis Murder, Fernsehserie, Episode 8x07)
- 2001: Angel – Jäger der Finsternis (Angel, Fernsehserie, Episode 2x13)
- 2003: Monk (Fernsehserie, Episode 2x03)
- 2004: Strong Medicine: Zwei Ärztinnen wie Feuer und Eis (Strong Medicine, Fernsehserie, Episode 5x17)
- 2005: Without a Trace – Spurlos verschwunden (Without a Trace, Fernsehserie, Episode 3x23)
- 2005: 24 (Fernsehserie, Episode 4x23)
- 2005: Das Bildnis des Dorian Gray (The Picture of Dorian Gray)
- 2005: Nip/Tuck – Schönheit hat ihren Preis (Nip/Tuck, Fernsehserie, Episode 3x08)
- 2006–2007: Jericho – Der Anschlag (Jericho, Fernsehserie, 16 Episoden)
- 2006–2007, 2010–2012: Navy CIS (NCIS, Fernsehserie, 6 Episoden)
- 2007: General Hospital (Fernsehserie, unbekannte Anzahl)
- 2007: Exes & Oh’s (Fernsehserie, 4 Episoden)
- 2007: Jennas Kuchen – Für Liebe gibt es kein Rezept (Waitress)
- 2007: Cold Case (Fernsehserie, 1 Episode)
- 2007–2008: Mad Men (Fernsehserie, 5 Episoden)
- 2008: The Mentalist (Fernsehserie, Episode 1x13)
- 2009, 2013: Castle (Fernsehserie, 2 Episoden)
- 2009: Ghost Whisperer – Stimmen aus dem Jenseits (Ghost Whisperer, Fernsehserie, Episode 4x17)
- 2010: How I Met Your Mother (Fernsehserie, Episode 5x22)
- 2011: Fixing Pete (Fernsehfilm)
- 2011: Das Gästezimmer (The Guest Room)
- 2011: Burn Notice (Fernsehserie, Episode 5x9)
- 2012–2018: Scandal (Fernsehserie, 122 Episoden)
- 2015: The Square Root of 2
- 2016: The Rendezvous
- 2016: Carnage Park – Willkommen in der Hölle (Carnage Park)
- 2016: Loserville
- 2019: Justine
- 2020: Stargirl: Anders ist völlig normal (Stargirl)
- 2020–2022: Locke & Key (Fernsehserie, 28 Folgen)
- 2022: Willie and Me
- 2022: Mosquito